# WES Commuter Rail
La WES Commuter Rail, conosciuta anche come Westside Express Service, è il servizio ferroviario suburbano che collega la città di Beaverton, dove si trova l'interscambio con le linee blu e rossa della rete metrotranviaria MAX, con Wilsonville, passando per Tigard e Tualatin, all'interno dell'area metropolitana di Portland.
La linea fu attivata il 2 febbraio 2009, dopo una complessa genesi di 13 anni e un costo complessivo di 166 milioni di dollari. Gestita dalla Portland & Western Railroad per conto della TriMet, nel 2015 ha trasportato 46 100 passeggeri.

## Il servizio
Il servizio è attivo dal lunedì al venerdì durante le ore di punta, con una frequenza costante di 30 minuti. Fuori dalle ore di punta e durante i fine settimana il servizio non è attivo.